# Engelbert Wusterwitz
Engelbert Wusterwitz (* um 1385 in der Stadt Brandenburg; † 5. Dezember 1433 ebenda) gilt als bedeutender Chronist der märkischen Geschichte an der Wende vom 14. zum 15. Jahrhundert.

## Leben
Wusterwitz entstammte einer Familie aus dem nahen Ort Groß Wusterwitz. Im Matrikelverzeichnis der Prager Universität, an der er von 1406 bis 1407 studierte, ist er als „Engelbert Wusterwitz van Brandenburg“ eingetragen. 1404 hatte er sich in Erfurt eingeschrieben. 1407 wurde er in Prag Baccalarius (wahrscheinlich in decretis).
Wusterwitz wirkte als Schreiber und Jurist. Für das Kloster Lehnin und die Neustadt Brandenburg war er als Rechtsberater und für die Altstadt Magdeburg als Syndikus tätig. 1416/17 erscheint er als Stadtschreiber (Selbstbezeichnung als Syndicus 1418 und Magister 1418/20) in Magdeburg. Dort war er an der Abfassung der Fortsetzung der Magdeburger Schöppenchronik mit dem Berichtszeitraum 1411–1421 beteiligt. Seit 1424/25 war er Stadtschreiber in der Neustadt Brandenburg. 1427 ist er als Offizial des Bischofs von Halberstadt mit Magister-Titel bezeugt. In der Brandenburger Katharinenkirche stiftete er einen Altar. In ihr wurde er auch beigesetzt.
Seine deutschsprachigen Aufzeichnungen zum Zeitraum 1391 bis 1423, die gegen den fehdelustigen Adel Partei nehmen und den Burggrafen Friedrich VI. als Retter der Mark rühmen, sind nur in Auszügen bei Chronisten des 16. Jahrhunderts überliefert und wurden 1973 von Wolfgang Ribbe rekonstruiert. Ältere Ausgaben hatten A. F. Riedel 1862 (im Codex diplomaticus Brandenburgensis IV.1), J. Heidemann 1878 und O. Tschirch 1912 vorgelegt.